# Thalictrum stolzii
Thalictrum stolzii är en ranunkelväxtart som beskrevs av Oskar Eberhard Ulbrich. Thalictrum stolzii ingår i släktet rutor, och familjen ranunkelväxter. Inga underarter finns listade i Catalogue of Life.